# L'era glaciale - Le avventure di Buck
L'era glaciale - Le avventure di Buck (The Ice Age Adventures of Buck Wild) è un film d'animazione del 2022 diretto da John C. Donkin. È stato prodotto da 20th Century Animation e distribuito su Disney+.
Si tratta di uno spin-off de L'era glaciale ambientato dopo gli eventi de L'era glaciale - In rotta di collisione (2016). Il film è il primo media della saga a non essere co-prodotto dalla Blue Sky Studios, a causa della chiusura dello studio. Originariamente destinato ad essere una serie televisiva, è stato invece distribuito come lungometraggio. 
Ha ricevuto un'accoglienza generalmente negativa da parte della critica e dal pubblico per via della qualità dell'animazione ritenuta scarsa, la sostituzione dei doppiatori, l'assenza di Scrat e per la mancanza di concentrazione primaria sul personaggio titolare.

## Trama
Buck è tornato nel mondo dei dinosauri e continua ad essere il protettore del mondo perduto. Tuttavia, le cose si fanno complicate quando Orson, un perfido mini Protoceratopo parlante che aveva bandito anni prima, torna dal suo esilio con un esercito di Velociraptor con l'intenzione di avere vendetta su Buck e dominare il mondo perduto oltre che eliminare tutti i mammiferi che entrano nel luogo. Con l'aiuto della sua vecchia fiamma, una zoorilla di nome Zee, e di Crash ed Eddie, che hanno deciso di tornare nel mondo perduto per vivere una vita d'avventura assieme a lui dopo aver realizzato che hanno bisogno di combinare qualcosa nella loro vita, Buck dovrà salvare il mondo perduto prima che Orson distrugga la pace per cui lui e Zee hanno lottato da anni ed elimini tutti i mammiferi.

## Distribuzione
Il film è stato pubblicato con il doppiaggio italiano su Disney+ il 28 gennaio 2022 negli Stati Uniti d'America mentre la distribuzione in Italia è avvenuta il 25 marzo.

### Edizione italiana
Il doppiaggio italiano del film è stato eseguito dalla SDI Media e diretto da Marco Guadagno (anche autore dei dialoghi) e Alessia Amendola. Rispetto al cast vocale dei film principali, tornano nei loro ruoli solo Massimo Giuliani per Buck, Francesco Pezzulli per Crash e Claudio Bisio per Sid, mentre Manny viene nuovamente doppiato da Leo Gullotta, dopo la sua sostituzione con Filippo Timi a partire da L'era glaciale 4 - Continenti alla deriva, mentre Eddie, Diego ed Ellie, doppiati da Lee Ryan, Pino Insegno e Roberta Lanfranchi nei precedenti film, vengono doppiati da Gabriele Sabatini, Dario Oppido e Daniela Abbruzzese. Due nuovi voci vengono invece aggiunte, ovvero Germano Gentile per Orson, l'antagonista del film, e Lucia Ocone per Zee, la vecchia fiamma di Buck.